# Hartmut von St. Gallen
Hartmut von St. Gallen († 23. Januar nach 905 in St. Gallen) war Abt des Benediktinerklosters St. Gallen.
Hartmut (althochd. von starkem Mut und Geist), war Mönch, Schüler des Rabanus Maurus im Kloster Fulda, und wurde 872 als Nachfolger Grimalds Abt von St. Gallen. Otfrid von Weißenburg widmete seinen althochdeutschen »Liber evangeliorum«, eine Art Evangelienharmonie in südrheinfränkischer Mundart, u. a. seinem Freund und Studienkollegen Hartmut. Als Abt entwickelte Hartmut wie sein Vorgänger eine reiche Bautätigkeit. 883 dankte er ab und führte dann als Rekluse in St. Gallen ein Leben der Zurückgezogenheit in der Nähe des Klosters. Er starb an einem 23. Januar nach 905.